# Pérvaia Siniükha
Pérvaia Siniükha - Первая Синюха (rus) - és un khútor del krai de Krasnodar, a Rússia. Es troba als vessants septentrionals del Caucas, a la vora del riu Siniükha, tributari del Txamlik. És a 26 km a l'est de Labinsk i a 170 km a l'est de Krasnodar.
Pertanyen a aquest khútor els khútors de Bratski, Nekràssov, Botxarov, Lukin i Zarià.

## Història
El 1840 es construí la fortalesa Siniükhski a la vora del Siniükha, entre les conces dels rius Txamlik i Urup. A la dècada del 1870 s'hi construí un khútor amb el mateix nom que el 1946 fou rebatejat amb el nom actual.